# Roswell (New Mexico)
Roswell ist eine Stadt im Südosten des US-Bundesstaats New Mexico. Ihr Gebiet erstreckt sich über eine Fläche von 75 Quadratkilometern. Mit 48.422 Einwohnern (2020) ist Roswell die fünftgrößte Stadt New Mexicos. Die Stadt liegt im Chaves County, dessen County Seat (Verwaltungssitz) sie ist. Weltweite Bekanntheit erlangte die Stadt ab den 1980er Jahren durch den Roswell-Zwischenfall, dem zufolge in der Nähe der Stadt 1947 vermeintlich ein UFO abgestürzt sein soll.
In der Nähe von Roswell befindet sich der KBIM-Sendemast, ein 560 Meter hoher Sendemast für UKW und Fernsehen.

## Geschichte
Etwa 24 Kilometer südwestlich der heutigen Stadt Roswell wurde 1865 von einer Gruppe von Pionieren aus Missouri die erste nichtindianische Siedlung der Gegend gegründet. Sie musste aber wegen mangelnder Wasserversorgung wieder aufgegeben werden. Ein Geschäftsmann aus Omaha in Nebraska, Van C. Smith, und sein Partner Aaron Wilburn erbauten 1869 zwei Lehmhäuser. Smith benannte die winzige Siedlung nach dem Vornamen seines Vaters, Roswell Smith (1829–1892), Rechtsanwalt und Verleger. Die beiden Gebäude wurden als Gemischtwarenladen, als Postamt und als Schlafquartiere für zahlende Reisende genutzt. Sie waren der Keim der heutigen Stadt.
In den 1930er-Jahren arbeitete dort der US-amerikanische Wissenschaftler und Raketenpionier Robert Goddard.
Ende 1946 wurde die 509th Composite Group, welche die Atombomben auf Hiroshima und Nagasaki abgeworfen hatte, auf das Roswell Army Air Field verlegt. Dieses wurde nach Umbenennung in Walker Air Force Base der größte Standort des Strategic Air Command. Später ging das Gelände an zivile Betreiber und wurde zum Roswell International Air Center.
Im Sommer 1947 soll in der Nähe der Stadt beim sogenannten Roswell-Zwischenfall ein UFO abgestürzt sein. Obwohl diese Theorie heute längst widerlegt ist und die angebliche Absturzstelle tatsächlich weit außerhalb von Roswell und näher an Corona lag, wurde Roswell infolge zu einem weltbekannten Reiseziel von UFO-Anhängern. Dies wurde für die Stadt zu einem wichtigen Tourismus-Faktor, so gibt es heute in der Stadt mehrere UFO-Museen und regelmäßige UFO-Festivals und -Paraden, mehrere angebliche Absturzstellen können gegen Bezahlung besichtigt werden. Anlässlich des sechzigsten Jahrestags des angeblichen Zwischenfalls fand in der Stadt vom 5. bis zum 8. Juli 2007 das Amazing Roswell UFO-Festival statt.
Am 14. Oktober 2012 fand in Roswell die Veranstaltung Red Bull Stratos statt. Bei diesem Experiment sprang der österreichische Extremsportler Felix Baumgartner aus einer Höhe von 39 km aus einer unter einem Heliumballon hängenden Kapsel auf die Erde. Hierbei brach er einige Weltrekorde.

### Einwohnerentwicklung
| Jahr | Einwohner¹ |
| ---- | ---------- |
| 1980 | 39.676     |
| 1990 | 44.654     |
| 2000 | 45.293     |
| 2010 | 48.366     |
| 2016 | 48.664     |

¹ 1980–2010: Volkszählungsergebnisse; 2016: Fortschreibung des US Census Bureau

## Söhne und Töchter der Stadt
- James K. Branch (1925–2007), Ingenieur und Manager
- Ray Crawford (1915–1996), Autorennfahrer
- Tommy F. Crawford (* 1949), Generalmajor der United States Air Force
- John Denver (1943–1997), Country- und Folk-Sänger
- David Gilman (* 1954), Kanute und Rennrodler
- Joe Lane (1935–2014), Politiker
- Ross L. Malone (1910–1974), Jurist und Politiker
- Laura J. Mixon (* 1957), Schriftstellerin
- Demi Moore (* 1962), Schauspielerin
- Austin St. John (* 1974), Schauspieler
- George Young (1937–2022), Leichtathlet

## Sehenswürdigkeiten
- Walker Air Force Base
- Hangar 84
- Roswel UFO Museum

## Festivals

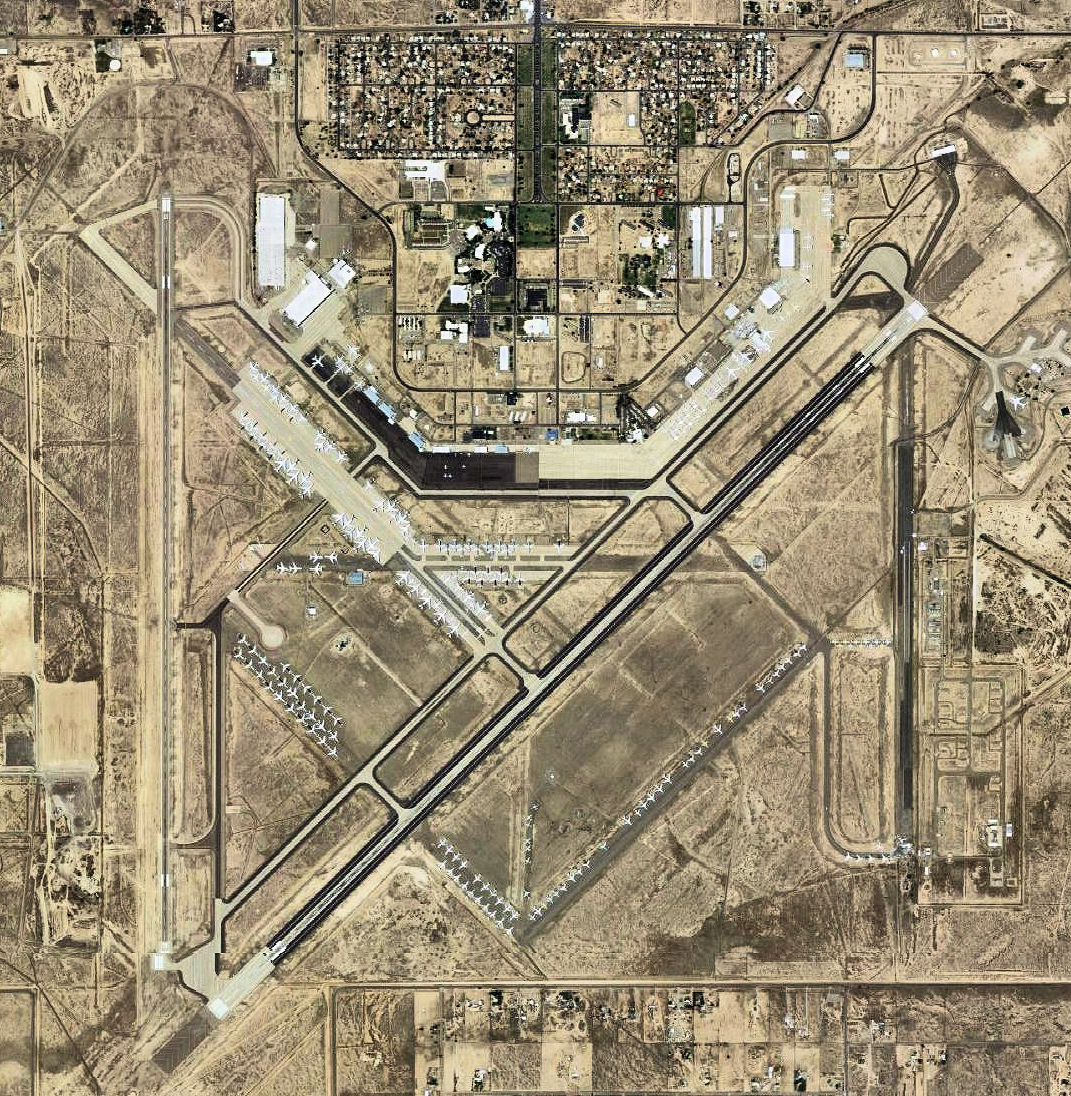
Roswell International Air Center

- Roswell UFO Festival (jährlich)[3]